# Róis

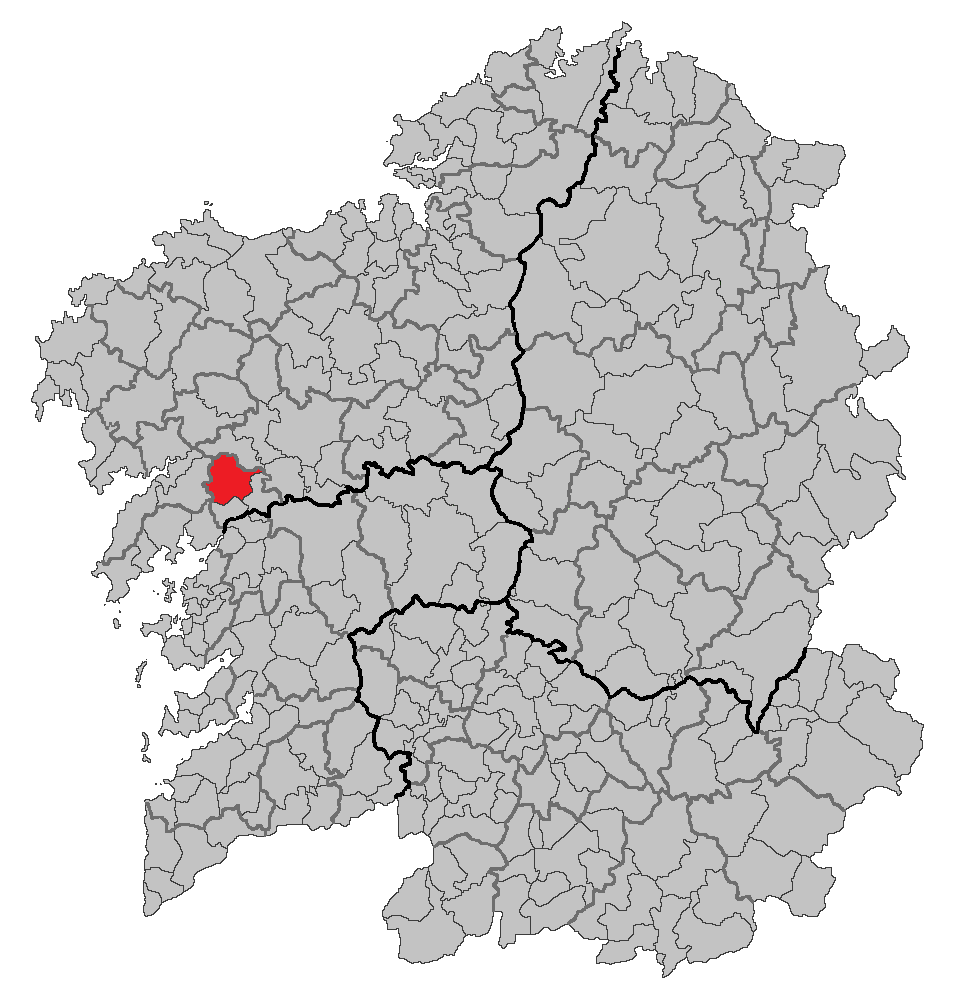
Localização de Rois

Róis (em galego, Rois) é um município da Espanha na província 
da Corunha, 
comunidade autónoma da Galiza, de área 92,79 km² com 
população de 5,034 habitantes (2007) e densidade populacional de 55,08 hab/km².

## Demografia
| Variação demográfica do município entre 1991 e 2004 | Variação demográfica do município entre 1991 e 2004 | Variação demográfica do município entre 1991 e 2004 | Variação demográfica do município entre 1991 e 2004 |
| --------------------------------------------------- | --------------------------------------------------- | --------------------------------------------------- | --------------------------------------------------- |
| 1991                                                | 1996                                                | 2001                                                | 2004                                                |
| 5643                                                | 5356                                                | 5117                                                | 5122                                                |